# Parsonsia inodora
Parsonsia inodora är en oleanderväxtart som först beskrevs av João de Loureiro, och fick sitt nu gällande namn av Marselein Rusario Almeida och S.M. Almeida. Parsonsia inodora ingår i släktet Parsonsia och familjen oleanderväxter. Inga underarter finns listade i Catalogue of Life.